# Matanukulaelae
Matanukulaelae é um ilhéu do atol de Nukufetau, do país de Tuvalu. The estimate elevation above sea level is 5 meters.